# Хлопець з Марса
«Хлопець з Марса» — кінофільм режисера Сергій Осіп'ян, що вийшов на екрани в 2011 році.

## Зміст
Петя Стариков працює інженером на заводі з виробництва шоколаду. Він повністю сконцентрований на своїй роботі, і всі його переживання пов'язані з кар'єрою. Але це рівно до того моменту, як навколишній світ починає завдавати йому великі неприємності. Хлопцеві доводиться нелегко, адже кожен день приносить чергову проблему, яка потребує вирішення.

## Ролі
| Актор              | Роль |
| ------------------ | ---- |
| Сергій Аброскин    | -    |
| Ксенія Кутєпова    | -    |
| Владас Багдонас    | -    |
| Артем Ткаченко     | -    |
| Єгор Барінов       | -    |
| Ігор Черневич      | -    |
| Ангеліна Мірімська | -    |
| Артем Смола        | -    |
| Ігор Яцко          | -    |
| Микита Ємшанов     | -    |

## Знімальна група
- Режисер — Сергій Осіп'ян
- Сценарист — Олександр Лунгін, Сергій Осіп'ян
- Продюсер — Євген Гінділіс, Віолетта Кречетова, Діна Кім